# Stili del karate
Il karate si compone di diversi stili, tutti in ogni caso con una radice comune.

## Le origini
Molti generi di karate hanno avuto origine dal te e dal tōde di Okinawa, alcuni sono scomparsi mentre altri si sono sviluppati sino ai giorni nostri, divenendo stili.
Nel XIX secolo le arti marziali di Okinawa erano raggruppabili in tre principali correnti: Shuri-te (l'attuale Shōrin-ryū), Naha-te (dal quale sono derivati Goju-ryu, Toon-ryu, ecc) e Tomari-te. Questi sistemi di lotta differiscono nella tecnica e nelle origini geografiche, anche se le loro differenze non sono radicali perché la radice comune a tutte resta l'arte marziale cinese.
Lo Shuri-te, derivato dall'antico Ti e dalla Cina del Nord, prese il nome dall'allora capitale di Okinawa, Shuri, veniva praticato dalla classe nobile ed era caratterizzato da movimenti rapidi ed offensivi.
Il Naha-te, derivato dalla Cina del sud e praticato attorno alla grande città commerciale di Naha (oggi è la capitale), presentava movimenti poderosi, finalizzati alla difesa.
Il Tomari-te, dal nome della regione di Tomari (porto di Okinawa), era praticato da nobili di rango più basso, che vivevano nei pressi del porto di Tomari.
Queste differenze spontanee rappresentarono l'unica evoluzione dell'arte marziale sino all'avvento di carismatici maestri che seppero modernizzare il karate tra cui Sōkon Matsumura, allievo di Sakugawa.

È negli anni venti che gli stili, ormai ben differenziati, cominciano a diffondersi in Giappone, presentati al pubblico durante i festival di arti marziali o di educazione fisica e vennero codificati con nomi differenti dai vari maestri.

## Shōrin-ryū
Lo Shorin-ryu è lo stile di Karate codificato più antico, ed è uno stile marziale incentrato sulla difesa personale ed il combattimento totale. La pratica prevede anche lo studio del Tuidi (tecniche di arresto e sottomissione), del Tegumi (lotta corpo a corpo tipica okinawense) e del Kyusho (punti vitali). Da esso derivano gli stili Shotokan, Shito-ryu, Wado-ryu e derivati.
Stile caratterizzato da movimenti fluidi, rapidi e naturali, deriva dagli insegnamenti delle guardie de re di Shuri (regno delle Ryukyu). Tode Sakugawa (vissuto nel 1700), funzionario della corte del re del Regno delle Ryukyu, nonché maestro dalla fama leggendaria, è il maestro dal quale lo stile si è sviluppato (anche se sappiamo dell'esistenza di altri maestri vissuti precedentemente). Lo Shorin-ryu venne poi ereditato e sviluppato da Sokon Matsumura, capo delle guardie del re, nonché guardia del corpo di tre re okinawensi. Successivamente fu sviluppato dal suo allievo Anko Itosu, funzionario di corte e grande maestro delle famiglie nobili, e da Choshin Chibana erede di Itosu, e considerato l'ultimo guerriero di Shuri. Alla morte di Choshin Chibana si formarono diverse scuole, tra cui lo Shidokan Shorin-ryu, scuola fondata da Katsuya Miyahira (erede ufficiale della scuola di Chibana).

### Shōrin-ryū Shidōkan
Lo Shōrin-ryū Shidōkan (小林流 志道館) è uno dei rami principali del karate Shōrin-ryū, fondato da Katsuya Miyahira nel 1948, basato sugli insegnamenti dei maestri Chibana, Motobu e Tokuda. Lo Shōrin-ryū Shidōkan è il Karate più fedele agli insegnamenti di Anko Itosu sensei, ed è basato sulla difesa personale.

## Goju Ryu
Il Goju Ryu, unico stile mantenuto tale dalle origini ed unico stile di karate ad essere inserito tra le "arti marziali antiche" del Giappone; attualmente praticato ad Okinawa (Shotokan, Wado-ryu e Shito-ryu non sono presenti), in Giappone e nel resto del mondo. Fu fondato dal maestro Kanryo Higahonna con il nome di "Naha-te" (il termine Go-ju fu tratto dal maestro Chojun Miyagi da un passaggio del Kempo Hakku, in un capitolo del Bubishi, che recita: 'Ho goju don to', ovvero 'la legge dell'Universo respira dura e morbida') ed è uno stile strettamente legato allo Shorei Ryu. In Giappone si diffuse nella regione di Kyōto,
grazie all'opera del maestro Gogen Yamaguchi che seguiva il Sensei Chōjun Miyagi.
Le contrazioni muscolari, i movimenti lenti e potenti caratteristici di questo stile richiedono grande vigore fisico; il Goju Ryu conserva molte delle peculiarità di un tempo: tra i vari stili è quello che meno si è modernizzato in quanto la sfera del karate-do è rappresentata dall'aspetto di una mano e le competizioni sportive sono viste come il mignolo di essa. Tale stile, fatta eccezione per il Goju Ryu Giappone della scuola Goju Kai, ha infatti rifiutato lo sviluppo dal punto di vista sportivo, proseguendo su un'impostazione puramente tradizionale e da autodifesa, conservando così le tecniche letali del karate.
Il Goju Ryu ha varie scuole o correnti , la più rappresentantiva é quella Jundokan di Miyazato, (successore ufficiale di Miyagi) dalla quale derivano molte associazioni (IOGKF, OGKK, OGK, ecc...), altre importanti create da altri allievi di Miyagi o loro successori sono il Meibukan, lo Shodokan, lo Shobukan, il Seibukai, il Jinbukan, il Seigokan, la Goju-kai in Giappone

### Shorei-Kan
Sottostile del Gōjū-ryū, ideato dal Maestro Seikichi Toguchi.

### Seigokan
Sottostile del Gōjū-ryū, ideato dal Maestro Seigo Tada.

## Uechi-ryū
Uechi-ryū o Pangai Noon è uno stile poco diffuso; il suo fondatore è Kanbun Uechi.

## Tokitsu Ryu - Jiseido
Sintesi di diverse scuole cinesi e giapponesi, il Tokitsu-Ryu é un metodo fondato sull’ integrazione di respirazione, energia e azione. Sviluppato in oltre 30 anni di studio e ricerca dal M° Kenji Tokltsu, il metodo fa proprio il concetto, profondamente radicato nella cultura orientale, che corpo e spirito formino un’unita’ indissolubile.II Tokitsu-Ryu è anche uno stile di combattimento a mano nuda che fa dell’efﬁcacia il suo obiettivo più’ alto. Efﬁcacia immediata, che trova la sua espressione nelle tecniche dl combattimento. Efficacia a lungo periodo, che signiﬁca preservare e incrementare la salute e il benessere col passare degli anni.

## Kuma-Ryu
Kuma-Ryu ("stile dell'orso") è uno stile di karate originario di Okinawa che utilizza posizioni erette, veloci chiusure dello spazio e tecniche di combattimento sulla corta distanza. Ufficialmente conosciuto come: Kuma-Ryu Karate-Jutsu, questo stile presenta leve articolari, tecniche di controllo e immobilizzazione e attacchi sul meridiano, (o "punti di pressione"). Sono utilizzati i calci alti nel Kuma-Ryu e gli stessi possono anche essere diretti in determinate aree e sulle gambe. Le tecniche sono ampiamente basate su quelle che si trovano nei classici kata o "forme" di Okinawa.

## Isshin-ryū
Stile fondato da Tatsuo Shimabuku.

## Shito Ryu
Lo stile dello Shito Ryu venne fondato dal maestro Kenwa Mabuni nel 1931. Egli iniziò a studiare il Karate-Do all'età di 13 anni dal maestro Ankoh Itosu e, all'età di 20 anni, Kenwa Mabuni iniziò lo studio del Naha-Te con il maestro Higaonna.
Kenwa Mabuni in seguito si unì alle forze di polizia e questo gli permise di viaggiare per tutta l'isola di Okinawa così da imparare nuove arti marziali classiche dell'isola. Mabuni si trasferì ad Osaka nel 1929 dove iniziò a insegnare la via del Karate-Do e in seguito qui vi aprì un proprio dojo.
Il grande maestro Mabuni, dopo una vasta conoscenza del Karate acquisita dalle sue esperienze, decise di insegnare la sua versione del Karate-Do. Il grande maestro Mabuni incentrò il suo nuovo metodo di insegnamento sulle basi dei suoi due maestri più importanti: il maestro Kanryu Higaonna di Naha e Anko Itosu di Shuri.
Kenwa Mabuni chiamò questo nuovo stile del karate Shito Ryu dandogli le iniziali dei loro nomi, Higaonna e Itosu o, più semplicemente, scuola di Itosu e Higaonna.
Lo Shito Ryu oggi è uno degli stili più importanti e diffuso al mondo.
I primi cinque kata sono i "pinan": nidan, shodan, sandan, yondan, godan.

## Shotokan
Lo Shotokan è uno stile del Karate-do tradizionale giapponese.
Le tecniche dello Shotokan non derivano dalla mera applicazione di forza fisica, sono armoniche e decontratte ma allo stesso tempo, piene di vitalità ed energia. L'allenamento tende allo sviluppo dell'energia interna (ki), al miglioramento delle qualità dell'essere umano e al raggiungimento della coordinazione di corpo e mente.
Lo Shotokan è secondo i suoi estimatori una forma di Budō, una via di auto-miglioramento, una filosofia di vita; non è semplicemente uno sport né una mera forma di autodifesa.
Nel Karate sportivo i praticanti si allenano con l'obiettivo di vincere coppe e medaglie dominando i propri avversari che, nella maggior parte dei casi finiscono per essere espressione della sola forza muscolare.
Poiché questo contrasta profondamente con le finalità dell'allenamento, nello Shotokan si evitano le competizioni.
Ciononostante, i praticanti che lo desiderano, possono partecipare a manifestazioni competitive a titolo di scelta personale.
Il termine Shotokan significa gruppo, collegio di Shoto (Shoto era lo pseudonimo usato dal maestro Gichin Funakoshi per firmare i propri poemi).
La traduzione del termine Shoto è "onde di pino" e il maestro Funakoshi spiegò il motivo della scelta del termine nel suo libro Karate-Do - La mia strada di vita.
Il Dojo in cui il maestro Funakoshi insegnava a Tokyo venne chiamato Shotokan (kan = casa, edificio), mentre Shotokai è il nome dell'associazione fondata nel 1935 dagli allevi del maestro per la diffusione del Karate-Do e per raccogliere fondi per la costruzione del dojo centrale a Tokyo.
Poiché i suoi allievi provenivano dallo Shotokan, presto si confuse il nome della scuola con quello del suo metodo, che il maestro Funakoshi chiamava semplicemente Karate-Do.
Il dojo centrale (Shotokan) e la casa del maestro appartengono oggi alla Nihon Karate-Do Shotokai Kyokai.
Il maestro Funakoshi fu quindi fondatore del Dojo Shotokan e del gruppo Shotokai.
Alla guida di quest'ultimo gli successe il maestro Shigeru Egami che continuò l'evoluzione del Karate quale arte marziale tradizionale fino alla forma che oggi è chiamata stile Shotokan.
Il Karate tradizionale, che fa capo alla Japan Karate Association, prevede, anche nel kumite, spostamenti effettuati senza sollevare i piedi da terra, scivolando nella direzione voluta, allo scopo di conservare la massima stabilità.
Esistono poi al giorno d'oggi anche molte scuole che hanno ripreso a praticare lo shotokan full contact, spesso però con un nome diverso dello stile.

## Wado Ryu
Il dojo di Wado-Ryu venne fondato nel 1934 da uno dei primi e più validi allievi di Funakoshi, il maestro Hironori Ōtsuka e fu il primo maestro fondatore
di uno stile ad essere originario del Giappone. Nato nel 1892 a Ibaragi, vicino a Tokyo, cominciò in tenera età la pratica del jujitsu, continuandola per 17 anni, sino al suo primo approccio con il karate nel 1922. Divenne allievo di Gichin Funakoshi rimanendo a lungo con lui, prima di codificare, consigliato dallo stesso, un nuovo stile: il Wado ryu (letteralmente "La scuola della Via dell'Armonia") il quale è una fusione di Jujitsu e Te di Okinawa (Otsuka si recò a studiare presso vari maestri di Shito Ryu e Goju Ryu direttamente a Okinawa) oltre ad alcune influenze dall'Aikidō, di cui conosce e frequenta il fondatore Morihei Ueshiba nel 1917. Lo stile presenta posizioni basse e pone l'accento sulla morbidità e la fluidità delle tecniche (principio portante è "Nogaru" ovvero "scivolare come una goccia d'acqua") con spostamenti laterali e rotazione dell'anca. Ad un contrasto cruento preferisce adottare tecniche di schivata ed evasione che lasciano l'avversario esposto ad una serie di attacchi rapidi e dirompenti in zone sensibili del corpo. A questa dinamica di attacco-contrattacco si aggiunge inoltre lo studio del Jujitsu con proiezioni, leve articolari, strangolamenti e sbilanciamenti che derivano dalla tradizione Shindo Yoshin Ryu praticata dal Soke per quasi vent'anni. Tutto ciò si traduce dunque nello studio di una distanza medio-corta. Il maestro Otsuka introdusse inoltre il moderno concetto di (Kumite). Affidò ai suoi primi allievi, i maestri Yamashita, Kono, Suzuki, Toyama (in Italia) e Mochizuki di trasmettere e divulgare lo stile Wado Ryu in Europa.

## Sankukai
Sankūkai, o Sankudò, è uno stile fondato dal Maestro Y. Nanbu, nato a Kōbe in Giappone nel febbraio 1943 da una vecchia famiglia di Jūdōka. Il nonno era un lottatore di Sumo molto famoso; suo padre (5º dan), teneva corsi di judo al Dojo della polizia della città di Kobe.
Sotto la direttiva del padre, il maestro Nanbu cominciò a praticare il judo a soli cinque anni.
Quando entrò nella scuola comunale, imparò il Kendo sotto la guida di suo zio.
Negli anni cinquanta, sia il Karate che l'Aikidō erano vietati (infatti il generale Douglas MacArthur, comandante delle forze d'occupazione degli Stati Uniti in Giappone, aveva proibito la pratica di queste due discipline) così Nanbu dovette cominciare a praticare queste arti sotto la direzione del maestro Someka, che era direttore di un club "amichevole".
Egli cominciò a leggere con avidità i libri di suo padre su tutte le arti marziali: Tonfa, Nunchaku, Tambo, Sai, eccetera, cui si dedicò ben presto nei Dojo del vicinato.
A diciotto anni il maestro Nanbu entrò nella facoltà di Scienze Economiche di Osaka, dove ebbe come maestro Tani, 8º dan, che professava lo Shito-Ryu.
Fu ben presto promosso capitano della squadra di Karate della sua università, titolo questo che ha molto valore, data l'importanza dei karateka universitari giapponesi.
Nel 1963 divenne campione universitario del Giappone (c'erano allora 1250 concorrenti).
Per questa vittoria Yoshinao Nanbu ricevette ufficialmente la "medaglia al valore" (mandata da tutti i Karateka giapponesi) dalle mani del direttore dell'università di Waseda, Ohama, promotore dell'organizzazione dell'Associazione degli studenti dell'università.
Nel 1964 ricevette l'invito da PLEE, allora promotore del Karate in Francia, a partecipare come invitato alla coppa di Francia; la vinse combattendo individualmente.
Partecipò anche alla coppa internazionale di Cannes (sette Paesi; Gran Bretagna, Germania, Italia, Norvegia, Stati Uniti, Svizzera e Francia), e vinse anche qui il combattimento individuale.
Da questo momento il maestro Nanbu cominciò a considerare la sua arte come una professione, e così di conseguenza modificò i suoi programmi.
Nel 1968 andò a trovare tutti i maestri giapponesi, invitandoli l'uno dopo l'altro, per imparare tutti i tipi di tecniche; ufficialmente però si trovava ancora sotto le direttive del maestro Tani e cioè del shukokai-shito-ryu.
Lo stesso anno, proprio su richiesta del maestro Tani (che diceva di lui che aveva il genio del Karate), Nanbu si diede da fare per mettere in piedi l'organizzazione mondiale di Shukokai.
La sua riunione ebbe successo grazie alle numerose dimostrazioni da lui date in parecchi Paesi, come la Scozia, la Gran Bretagna, la Francia, la Norvegia, la Germania, l'Italia, il Belgio e la Jugoslavia.
Aprì in seguito dei "club Nanbu" a Parigi e in provincia, e divenne allenatore della squadra francese.
(I suoi nuovi allievi da quel momento cominciarono a vincere i campionati di Francia e d'Europa).
In seguito ai suoi duri sforzi per promuovere il Shukokai, il maestro Nanbu venne nominato presidente della federazione scozzese di karate, consigliere e direttore tecnico della federazione belga di karate, presidente della federazione norvegese di karate, consigliere e direttore tecnico della squadra di Karate Jugoslava.
Nel 1969 il maestro Nanbu giunse per la prima volta in Canada, per salutare dei suoi discepoli; e lo stesso anno il maestro Tani gli propose di occuparsi dell'organizzazione del terzo campionato del mondo di Karate che avrebbe avuto luogo a Parigi nel mese di ottobre.
Il giorno dopo il campionato, il maestro Nanbu ruppe definitivamente con lo stile Shukokai, poiché si era accorto che, essendo uno stile essenzialmente competitivo, i suoi seguaci finivano per praticare solamente le tecniche più redditizie per la competizione, e, cioè lo Tsuki (pugno diretto) e il Mae-Geri (calcio frontale), lasciando da parte le altre tecniche come il Yoko-Geri (calcio laterale) e il Mawashi-Geri (calcio circolare) più difficili da applicare durante la gara.
Questo modo di combattere era divenuto così rigido e schematico che un esperto di Shukokai poté un giorno dire:
"Questo metodo, in sé eccellente purtroppo non ha saputo fare altro che fabbricare handicappati".
Cosciente dei limiti del Shukokai, il maestro Nanbu riparti per il Giappone, e dopo lunghi mesi di riflessione e di meditazione trovò la soluzione dei suoi problemi, fondando la sua tecnica personale, che chiamò sankukai.
Quando il Sankukai prese la sua fisionomia definitiva, il maestro Nanbu sottopose le sue conclusioni a un istituto riconosciuto ufficialmente, che ne studio i rapporti di forza e la dinamica dell'energia.
La conclusioni che gli esperti trassero furono ottime; infatti essi approvarono la nuova tecnica, poiché questa mostrava chiaramente che si potevano migliorare in maniera considerevole:
1. la parata del colpo avversario
2. la velocità di esecuzione
3. la forza con la quale si porta risposta
4. la ricchezza di spostamenti e schivate al posto dei bloccaggi classici
5. il modo (molto diverso) di portare gli ATEMI.

Grazie al maestro Nanbu, il Sankukai mise radici in Giappone, in Francia, in Gran Bretagna, in Spagna, in Germania, in Norvegia, in Marocco, in Svizzera, in Belgio, in Messico, in Guatemala e in Canada.
Se il karate è soprattutto una scuola che forma l'uomo, la competizione tuttavia ha la sua importanza educativa nella veste dell'emulazione.

### Nanbudo
Nel 1974, all'età di 31 anni, il maestro Nanbu decise di abbandonare temporaneamente il mondo del karate per ritirarsi nella località di Cap d'Ail. Fu proprio in questo luogo, in quattro anni di riflessione, in cui si rese conto che il Karate Sankukai era solo una tappa del suo viaggio e che era necessaria un'evoluzione nel suo stile. Decise quindi di abbandonare quest'ultimo e di far nascere, nel 1978, il Nanbudo, l'arte marziale (non più definibile, secondo lo stesso maestro Nanbu, karate) che a tutt'oggi il maestro segue e continua a migliorare tramite seminari in tutto il mondo.

## Seido juku
Tadashi Nakamura è il fondatore e presidente della World Seido Karate Organization. Karateka di fama mondiale, Nakamura è cintura nera nono Dan con cinquant'anni di esperienza nella pratica e nell'insegnamento delle arti marziali. Esperto nell'uso delle armi orientali, Nakamura ha dato numerose lezioni, e dimostrazioni in molti paesi in giro per il mondo. Il Gran Maestro Nakamura iniziò i suoi studi di karate nel 1953 all'età di undici anni. Le sue prime esperienze furono nello stile Goju, con gli insegnamenti del Maestro Kei Miyagi, figlio del fondatore di questo stile. Nel 1956, Nakamura iniziò a studiare con Masutatsu Oyama, fondatore del KyokushinKarate, nel 1959 conseguì il grado di Shodan, in quel tempo fu il più giovane studente di Kyokushin del Giappone a prendere la cintura nera. Nel 1961, all'età di diciannove anni, Nakamura debuttò nel panorama dei tornei, con un primo posto al campionato nazionale studentesco di karate. L'anno seguente, Nakamura divenne eroe nazionale per aver battuto con un K.O. un campione tailandese di kickboxing in un incontro che avrebbe dovuto determinare, quale nazione detenesse l'arte marziale più forte.
Durante la sua carriera sportiva, Nakamura vinse molti altri tornei. In questo periodo, Nakamura iniziò ad insegnare il karate anche agli altri. Servì come capo istruttore a Camp-Zama, una base americana vicino a Tokio, dal 1961 al 1965 e allenò la squadra di karate del Toho Medical University per tre anni. Mentre conseguiva il suo settimo dan di Kyokushin Karate, Nakamura serviva anche come capo istruttore nella sede centrale di Tokio del Kyokushin Karate. Nel 1966, Nakamura fu scelto direttamente da Masutatsu Oyama per portare il vero spirito del Kaicho Karate in America. Quell'anno Nakamura partì per New York dove Iniziò ad insegnare Kyokushin Karate, in un piccolo Dojo di Brooklyn. Nel 1971, Nakamura fondò il quartier generale del Kyokushin Karate, nel Nord America. Servì come capo del Kyokushin Karate, per l'America, per un decennio, allenando e formando molti abili studenti in quel periodo. Nel 1976, Nakamura rispettosamente si scisse dal Kyokushin Karate. Quello stesso anno, fondò la World Seido Karate Organization, che rifletteva le sue convinzione sul vero significato del karate. Nakamura creò il Seido che in giapponese significa “via sincera”, per creare individui completi, atti a migliorare se stessi e la società che gli circonda, con i principi di amore, rispetto e ubbidienza.

## Kyokushinkai
Chiamato anche Kyokushin-kan, fu fondato dal maestro di origini coreane Masutatsu Ōyama che, dopo aver praticato lo stile Shotokan sotto la guida di Gichin Funakoshi e lo stile Goju-ryu, ha creato questo stile basato sul kumite full contact. Incorpora alcuni kata dello Shotokan e altri tradizionali. Lo stile necessita di una notevole preparazione fisica per poter essere praticato a causa anche dei combattimenti a contatto pieno. Le competizioni si svolgono senza protezioni. Dal Kyokushinkai, nel corso degli anni, sono nati tutti gli altri stili di Full Contact Karate.

### Ashihara
Fondato da Hideyuki Ashihara nel 1980, ex praticante ed istruttore di Kyokushinkai. Si basa sul concetto di Sabaki. Prevede combattimenti a contatto pieno e dei kata alquanto diversi da quelli del Kyokushinkai. È presente in molti paesi del mondo.

### Enshin
Fondato nel 1988 da Joko Ninomiya, allievo di Ashihara. Dopo aver insegnato Kyokushinkai per qualche anno, e aver seguito il maestro Ashihara, aiutandolo nella divulgazione dell'Ashihara Karate, nel 1988 decide di portare avanti il suo stile: l'Enshin. Il karate Enshin, basato sempre sul concetto di Sabaki, è caratterizzato da combattimenti a contatto pieno. I kata, come nell'Ashihara, si discostano molto da quelli del Kyokusinkai. Ogni anno si disputa il Sabaki Challenge, torneo al quale prendono parte combattenti di ogni stile e federazione.

### Shidōkan
Fondato da Yoshiji Soeno, il karate Shidokan (士道館), come avviene per quasi tutti gli altri stili a contatto pieno, deriva dal Kyokushinkai e prevede lo studio dei kata. È un metodo di combattimento che utilizza, fra le altre cose, le tecniche di pugilato, le ginocchiate e le gomitate tipiche della Muay Thai, il grapplin e la lotta a terra.

### Seidokaikan
Nel 1981, Kazuyoshi Ishii stabilì il proprio stile di karate, formando la International Practical Karate Federation Seidokaikan, e divenne il Kancho (Gran Maestro) di Seidokaikan con sede a Osaka.  Il miglior studente di Kancho Ishii in quel momento era Takeo Nakayama, che aveva raggiunto la fama conquistando il secondo posto nel torneo Kyokushin All-Japan del 1977 come cintura verde.
Nel 1983, Kancho pubblicò un manuale tecnico di karate intitolato "Full Contact Seido Karate". Il mese successivo è stato prodotto il primo di una serie di video educativi in quattro parti "Practical Seido Karate" (il primo del suo genere in Giappone). Nel 1991, il libro "Katsu Tame no Karate" (Winning Karate) di Kancho Ishii è stato pubblicato con un video di accompagnamento.
Seidokaikan può essere confuso con Seido, la World Seido Karate Organization, uno stile di karate tradizionale senza contatto con un nome simile fondato nel 1976 dall'ex karateka Kyokushin Tadashi Nakamura e anche con Seidokan Karate Kobudo, uno stile di karate tradizionale fondato da Shian Toma nel 1984 .

### Ten Ryu Kai
Ten Ryu Kai è uno stile di karate a contatto che deriva dallo Shidokan.

### Shinseikai
Fondato da Minoru Tanaka, deriva dal Seidokaikan. Tra le altre cose prevede anche allenamenti di Karate Gloves (Karate con i guantoni), per offrire ai praticanti la possibilità di cimentarsi in combattimenti interstile. Lo Shinseikai (Shin = verità, Sei = giusto, Kai = associazione, quindi Associazione della giusta verità) ha come particolarità, diversamente dalle altre organizzazioni, un sistema molto aperto dove la gerarchia dei capo scuola internazionali è messa sullo stesso piano, non ci sono privilegiati ne pedine, siamo tutti sullo stesso livello.

## Koryu Uchinadi
Il Koryu Uchinadi Kenpo-jutsu (古流沖縄手拳法術) è la sistematizzazione didattica moderna delle discipline di combattimento storiche di Okinawa operata da Patrick McCarthy, Hanshi 8º dan.
Si tratta di un'arte non agonistica interamente finalizzata all'autodifesa reale contro atti abituali di violenza fisica attraverso un metodo di apprendimento/insegnamento coesivo e coerente.

## Washin-Ryu
Washin-Ryu (和真流) significa "Armonia con verità", ed è uno stile di karate portato negli Stati Uniti da Hidy Ochiai. La sua sede centrale si trova a Vestal, appena fuori di Binghamton. Ci sono comunque molte diramazioni negli Stati Uniti nordorientali. Con 13 ramificazioni a New York, 2 delle quali in Connecticut e in Pennsylvania e una nell'Ohio e in Massachusetts, il Washin-Ryu ha molto seguito.
Nonostante si dica che alcune arti marziali si concentrino sui calci ed i pugni, Hidy Ochiai è famoso per sostenere che il Washin-Ryu è "al 100% mente, corpo, e spirito". Le lezioni di Washin-Ryu includono la pratica dei kata, l'autodifesa, il combattimento e la pratica con l'uso delle armi. La sequenza delle cinture è: Bianca, Gialla, Arancione, Verde, Blu, Viola, Marrone (3° a 1°), Nera (1° a 10°).

## Chito-ryu
Stile fondato da Tsuyoshi Chitose.

## Fudokan
Stile fondato da Ilija Jorga nel 1980.

## Sanshinkai
Uno stile di karate nato dallo Isshin-ryū e dalla combinazione con Judo, Jujitsu, e Tae Kwon Do.

## Daido Juku
Il Daido Juku (o Daidojuku) conosciuto anche come Kudo è un'arte marziale ibrida fondata nel 1981 da Azuma Takashi. Daidojuku, tradotto letteralmente dal giapponese, significa "la grande via". Il Daido juku combina diversi stili per ottenere come risultato un combattimento realistico.

## Shindo Jinjen Ryu
Prima di imparare il Karate, il fondatore Yasuhiro Konishi aveva studiato arti marziali tradizionali giapponesi nelle scuole Takenouchi-ryū, Musō-ryū, Jikishinkage-ryū, Kyōshinmeichi-ryū, Ono-ha Ittō-ryū e Shindō Munen-ryū. Nel 1924 iniziò a studiare Karate sotto Gichin Funakoshi, e insieme a Hironori Otsuka (fondatore del Wado-ryu Karate), anch'egli discepolo di Funakoshi, con il quale avrebbe concepito la pratica del Karate agonistico.
Successivamente, Konishi imparò il Karate da Motobu Choki e Kenwa Mabuni (fondatore dello Shito-ryu Karate), e apprese l'Aikido (poi Daito-ryu Aikijujutsu) da Morihei Ueshiba. Avrebbe inoltre imparato Nanban Sattō-ryū Kenpō da Seiko Fujita, oltre a studiare Jiu-jitsu da Yōshin Koryū , Shiba Shin-Yo-ryu , Fusen-ryu e Yagyu Shingan-ryu.
Nel 1933, avrebbe compilato tutte le tecniche che aveva appreso nello stile Shindō jinen-ryū. Konishi ha seguito la via del karate e insegnava che "il karate si basa sul fatto che nessuno ti colpisce e nessuno ti colpisce".
L'allenamento Shindo Jinen Ryu ha tre elementi principali: kihon (basi), kata (forme o modelli di mosse) e kumite (sparring). Incorpora elementi di karate, aikido , jujitsu e kendo nel suo curriculum e sottolinea anche sia la filosofia che l'educazione. Le forti influenze sia di Gichin Funakoshi che di Kenwa Mabuni sono evidenti nello stile. Il catalogo di posizioni e tecniche è ugualmente ampio, includendo metodi sia dello Shotokan che dello Shito-Ryu. C'è una forte attenzione alla praticità e un approccio che spesso combina i colpi in entrata con i takedown finali.
L'allenamento Shindo Jinen Ryu ha tre elementi principali: kihon (basi), kata (forme o modelli di mosse) e kumite (sparring). Incorpora elementi di karate, aikido, jujitsu e kendo nel suo curriculum e sottolinea anche sia la filosofia che l'educazione.

## Kenko Kempo Karate
Il Kenko Kempo Karate è un sistema di arte marziale ibrido rivolto a persone di età superiore ai 40 anni. È una metodologia per adattare le arti marziali orientali alle esigenze delle persone in età avanzata, sia per i principianti che per i praticanti esperti. Mira alla salute , al benessere e all'autodifesa . Il sistema può essere adattato alla maggior parte delle arti marziali ma utilizza costantemente le forme del Tai Chi come parte del programma di allenamento.
Kenko Kempo Karate è registrato come associazione in Germania e nei Paesi Bassi , dove la Federazione olandese per le arti marziali lo ha accettato nell'ambito della sua iniziativa sulle arti marziali per anziani .
Il Kenko Kempo Karate è stato fondato in Germania nel 2011 da Erich B. Ries.. Ries lo fondò per migliorare l'accessibilità delle arti marziali per principianti e praticanti avanzati, che vogliono lavorare per raggiungere una cintura nera , quando ciò non è possibile nelle arti marziali classiche orientali. Il Kenko Kempo Karate è un'arte marziale ibrida con tecniche di arti marziali dure oltre a QiGong e TaiChi . Il Kenko Kempo Karate intende funzionare nel campo della prevenzione sanitaria per la seconda metà della vita (con autodifesa), come programma di formazione permanente a supporto della salute. Il Kenko Kempo Karate non intende avere valore terapeutico, come fa l'Ai Chi , che comprende anche il QiGong e il TaiChi .
Gli insegnanti di Kenko Kempo Karate sono certificati dall'organizzazione professionale Kenko Kempo Karate Organization eV (KKKO), con persone di contatto in Austria, parti della Germania e Paesi Bassi.
Il Kenko Kempo Karate condivide l'autonomia dell'insegnante certificato con il Kajukenbo , un altro sistema di arti marziali ibride. La metodologia cross-style del Kenko Kempo Karate si riflette nelle scuole e negli stili che lo utilizzano per l'insegnamento: jiu-jitsu , judo , kenjutsu , quan-fa , taekwon-do , Wing Chun , e Karate Shotokan.

## Il karate sportivo e il karate marziale
Dopo l'inserimento della competizione sportiva, avvenuto nel dopoguerra, si sono sviluppate su scala mondiale due correnti di pensiero antagoniste:
una puramente sportiva, l'altra legata alla via delle arti marziali (budō).
La differenza tra questi due concetti di karate risiede nel fatto che il karate sportivo (Sporting Karate) è diretto principalmente alla ricerca del risultato nella competizione: il raggiungimento della medaglia ne rappresenta il traguardo principale; nel karate-dō (Karate tradizionale), invece, la competizione sportiva è concepita come un momento di crescita e verifica personale, importante ma non fondamentale: chi non trova soddisfazione nelle gare, ha la possibilità di continuare la pratica del karate-do facendo della ricerca e del miglioramento uno stile di vita. Il karate-do, legato al budo, è infatti espresso dal pensiero: la forza di una persona è proporzionale alla lunghezza del cammino percorso nella Via: più lungo è il cammino percorso, maggiori sono le sue qualità.